# 第一次大隈內閣
第一次大隈內閣（日语：／ Daiichiji Ōkuma Naikaku */?）是日本伯爵大隈重信就任第8任內閣總理大臣（首相）後，自1898年（明治31年）6月30日至1898年11月8日組成的內閣。民間常取組閣成員中兩大領袖大隈重信和板垣退助之名，稱其為隈板內閣。第一次大隈內閣是日本政治史上第一個政党内閣，對往後的日本政黨政治和大正民主的推動有著極大的影響。

## 概要
1898年6月，因時任內閣第三次伊藤內閣之領導人伊藤博文在提出增徵地稅等增稅法案遭到眾議院否決後竟直接奏請天皇解散國會，引起當時的眾議院兩大黨進步黨與自由黨不滿，遂決定進行整合，集中力量；6月22日，兩黨合併為憲政党，合計占眾議院議員席次達七成以上，對政府之統治地位威脅遽增。伊藤在內閣與眾元老為應對事態而召開的御前會議中力主成立支持政府施政的政黨（即所謂「吏党」）與之對抗，但遭到藩閥與軍隊出身的山縣有朋一派反彈，無疾而終；伊藤憤而率領內閣總辭，並為憲政發展推薦前兩黨黨魁大隈重信與板垣退助二人組織內閣，即後來的隈板内閣。在經明治天皇同意任命後，大隈於1898年6月就任為內閣總理大臣。
1898年，日本因與美國之間對夏威夷合併問題處理方式出現分歧，使大隈內閣陷入外交危機；加上主導內閣的憲政黨內部的原自由黨系和原進步黨系出現嚴重的派系分裂，最終在共和演讲事件造成政治危機後大隈內閣僅維持短短四個月便宣告總辭，由山縣繼任組閣；憲政黨隨後也分化為憲政本党與立憲政友會等政黨，退出歷史舞臺。

## 內閣成員

### 國務大臣
除部分特殊情況外，本內閣閣員皆於1898年6月30日就任。
| 職位名       | 任數 | 姓名及肖像 | 姓名及肖像 | 出身                              | 其它職務     | 備註                        |
| ------------ | ---- | ---------- | ---------- | --------------------------------- | ------------ | --------------------------- |
| 內閣總理大臣 | 8    | 大隈重信   |            | 憲政党 （原進步黨系） 伯爵        | 兼任外務大臣 | 無                          |
| 外務大臣     | 9    | 大隈重信   |            | 憲政黨 （原進步黨系） 伯爵        | 內閣總理大臣 | 無                          |
| 內務大臣     | 13   | 板垣退助   |            | 憲政黨 （原自由黨系） 伯爵        | 無           | 無                          |
| 大藏大臣     | 7    | 松田正久   |            | 眾議院 憲政黨 （原自由黨系）      | 無           | 初次入閣                    |
| 陸軍大臣     | 5    | 桂太郎     |            | 陸軍大將 子爵                     | 無           | 自上任內閣留任              |
| 海軍大臣     | 4    | 西鄉從道   |            | 貴族院 元帥海軍大將 陸軍中將 伯爵 | 無           | 自上任內閣留任              |
| 司法大臣     | 8    | 大東義徹   |            | 眾議院 憲政黨 （原進步黨系）      | 無           | 初次入閣                    |
| 文部大臣     | 12   | 尾崎行雄   |            | 眾議院 憲政黨 （原進步黨系）      | 無           | 初次入閣 1898年10月27日卸任 |
| 文部大臣     | 13   | 犬養毅     |            | 眾議院 憲政黨 （原進步黨系）      | 無           | 初次入閣 1898年10月27日就任 |
| 農商務大臣   | 15   | 大石正巳   |            | 憲政黨 （原自由黨系）             | 無           | 初次入閣                    |
| 遞信大臣     | 8    | 林有造     |            | 眾議院 憲政黨 （原自由黨系）      | 無           | 初次入閣                    |

### 其它
本內閣之内閣書記官長與内閣法制局長官於1898年（明治31年）7月7日就任。
| 職位名         | 任數 | 姓名     | 姓名 | 出身                         | 其它職務     | 備註              |
| -------------- | ---- | -------- | ---- | ---------------------------- | ------------ | ----------------- |
| 内閣書記官長   | 9    | 武富時敏 |      | 眾議院 憲政黨 （原進步黨系） | 無           | 無                |
| 内閣法制局長官 | 6    | 梅謙次郎 |      | 原松江藩                     | 内閣恩給局長 | 1898年7月27日卸任 |
| 内閣法制局長官 | 7    | 神鞭知常 |      | 眾議院 憲政黨 （原進步黨系） | 内閣恩給局長 | 1898年7月27日就任 |

## 外部連結
- 首相官邸 第一次大隈內閣閣僚名簿 （页面存档备份，存于） （日語）